# Centre national de coopération au développement
 (mai 2025).
Le Centre national de coopération au développement (CNCD-11.11.11) est une organisation non gouvernementale belge de solidarité internationale active depuis 1966.
Association fédérative francophone, le CNCD-11.11.11 regroupe nonante associations et ONG de développement ainsi que des organisations sociales qui ont pour objectif un monde où des états de droit, suffisamment financés, coopèrent entre eux pour garantir la paix et le respect des droits fondamentaux de chacun.

## Composition et action
Le CNCD-11.11.11 s’est construit sur une valeur fondamentale de la coopération au développement : la solidarité. Le CNCD-11.11.11 réunit plus de 80 associations de développement et des milliers de sympathisants et volontaires. 
Depuis 1966, le CNCD-11.11.11 poursuit 3 missions : l’interpellation des pouvoirs publics et privés, la sensibilisation du public aux enjeux internationaux et le financement de programmes de développement grâce à l’Opération 11.11.11.

### Interpeller
En tant que coordination, le CNCD-11.11.11 interpelle les instances politiques nationales et internationales sur leurs responsabilités en matière de coopération au développement et de solidarité internationale.
Par cette action politique, le CNCD-11.11.11 vise à la fois le renforcement de la prise de conscience des causes réelles du mal-développement et la promotion de mesures qui favorisent des rapports entre les peuples, basés sur la justice et le respect des droits fondamentaux individuels et collectifs.

### Sensibiliser
L'éducation au développement vise un changement de valeurs et d'attitudes, tant sur le plan individuel que collectif en vue d'aboutir à un changement de société.
En tant que coordination, le CNCD-11.11.11 assure la promotion de campagnes de sensibilisation, d'information et de mobilisation de la population, avec les organisations membres. Ces campagnes tournent autour de thèmes comme les relations Nord-Sud, l'accès aux droits économiques et sociaux, la souveraineté alimentaire, l'engagement des citoyens face aux élections, l'abolition de la dette du Tiers-monde, la justice climatique, etc.
Elles s'appuient sur des outils d'information, d'animation ou de plaidoyer politique et sur l'organisation d'événements. 

### Financer
Grâce à l’Opération 11.11.11, le CNCD-11.11.11 finance chaque année 50 programmes d’actions en Afrique, Amérique latine, Moyen-Orient et Asie. Imaginés et réalisés par les associations du Sud, ces projets, présentés par des organisations actives en Fédération Wallonie-Bruxelles, mettent en œuvre des formules souvent créatives, pour trouver des solutions durables à des problématiques vécues au quotidien, surtout dans les domaines de la santé, de l’éducation ou de l’organisation communautaire.

## Associations membres du CNCD-11.11.11
- ACDA
- achACT (ex - Campagnes Vêtements propres)
- ADPM
- Afghanistan-Europe
- Africa 2000
- Aide au Développement Gembloux (ADG)
- Aquadev
- Asmae
- Association Angkor-Belgique
- Association Belgo-Palestinienne
- Association pour l'action de développement communautaire
- Auto-développement pour l'Afrique
- Autre Terre
- CADTM
- Caritas international
- Centre Placet asbl
- CEPAG
- CETRI
- CGMD
- CGSLB
- CIRÉ
- CNA-NKO
- Commission Justice et Paix
- Communauté mauritanienne de Belgique
- COTA asbl
- CSA
- CSC
- Dynamo international
- Echos Communication
- Education globale & développement
- Entraide & Fraternité
- Escale Nord-Sud asbl
- Espérance Revivre au Congo
- FERAD
- FGTB
- FIAN Belgium
- Foncaba
- Fonds André Ryckmans
- Forum Nord-Sud
- Frères des Hommes
- Frontière de vie
- FUCID
- Geomoun
- GRESEA
- Humundi (ex-SOS Faim)
- Iles de Paix
- Ingénieurs sans frontières
- Intal
- ITECO
- Laïcité & humanisme en Afrique centrale
- Le Monde selon les femmes
- Le Village du monde
- Ligue des Familles
- Louvain Coopération
- Médecins du Monde
- Memisa
- Miel Maya Honing
- Mouvement d'Actions à Travers-Monde
- Mouvement ouvrier chrétien
- Oxfam Belgique
- Oxfam-Solidarité
- PAC - Agir pour la Culture
- Petits pas
- Peuples Solidaires
- Pro-Action Développement asbl
- PROTOS
- Quinoa
- RéSO-J
- RCN Justice & Démocratie
- SEDIF
- Selavip
- Service civil international
- SLCD
- Société de Saint-Vincent de Paul
- Solidarité Afghanistan Belgique
- Solidarité Protestante
- SolSoc
- Soralia
- Tourisme Autrement
- UniverSud-Liège
- Vivasalud
- We Social Movements (WSM)